# Lead user
Lead user (użytkownik wiodący, użytkownik prowadzący) – termin wprowadzony do literatury ekonomicznej przez Erica von Hippela w 1986.
E. von Hippel określił lead usera jako użytkownika produktu posiadającego wysoki potencjał innowacyjny, inaczej mówiąc użytkownika, który nie tylko użytkuje zakupiony produkt, ale dostosowuje go do swoich potrzeb tworząc zarazem innowację produktową. E von Hippel widzi przyczynę takiego kreatywnego zachowania użytkowników w oczekiwanych przez lead usera korzyściach związanych z użytkowaniem zmodyfikowanego we własnym zakresie produktu. Produkt ten po dokonanej modyfikacji zaspokaja osobiste, specyficzne potrzeby, które nie były dotychczas zaspokojone przez produkty dostępne na rynku. W krajach Europy Zachodniej oraz USA przeprowadzono szereg badań empirycznych, które potwierdzają istnienie tych specyficznych korzyści oraz oczekiwań względem produktu m.in. przez G. Lilien, N. Franke i S. Shah, C. Lüthje, M. Schreier i R. Prügl.
Podstawowa definicja tego typu użytkownika, którą przedstawił E. von Hippel podaje dwie główne cechy charakterystyczne lead usera:
- wyprzedza trend na rynku; Lead user oczekuje zaspokojenia swoich potrzeb związanych z produktem oraz jego funkcjonalnością na długo wcześniej niż przeciętni użytkownicy dostępnych na rynku produktów. Dzieje się tak z wyprzedzeniem miesięcy, a nawet lat.

- oczekuje korzyści; Skoro rynek nie zaspakaja potrzeb lead usera jest on zmuszony zaspokoić swoje potrzeby we własnym zakresie. Wiodący użytkownik oczekuje dużych korzyści z przystąpienia do swoich innowacyjnych czynności, jak również z ich wyniku, jakim jest produkt.

Zachowanie lead usera nie odbiega zbytnio od zachowań prosumenckich, ze względu na podobieństwo charakterystyk prosumenta (który wytwarza produkt dla własnego użytku)i lead usera (który wytwarza innowację na swoje potrzeby) toczy się dyskusja mająca stwierdzić czy można uznać lead usera za szczególny przypadek prosumenta.